# Buslijn 65 (Groningen-Zoutkamp)
Lijn 65 is een buslijn in de Nederlandse provincie Groningen, die rijdt tussen Groningen en Zoutkamp. De buslijn is de belangrijkste ontsluiting voor het Marnegebied per openbaar vervoer.
De lijn vertrekt vanaf de Marnestraat in Zoutkamp, en rijdt door Ulrum, Leens, Wehe den Hoorn, Eenrum en Mensingeweer naar het station in Winsum. Vanaf het station in Winsum rijdt de bus over de N361 en door Sauwerd en Adorp naar Groningen. Daar rijdt de bus door de wijk De Hunze naar Kardinge, vanaf daar rijdt de bus via de busbaan naar de Oosterparkwijk en het UMCG om vervolgens te eindigen op het busstation.

## Geschiedenis
De geschiedenis van deze verbinding gaat terug tot het einde van de 19de eeuw. Op 15 juni 1884 werd de spoorlijn Groningen - Delfzijl geopend, en op 16 augustus 1893 werd de spoorlijn Sauwerd - Roodeschool geopend. Het gebied rond Winsum was hiermee ontsloten per rail. Door verschillende Omnibus-diensten werden ook dorpen in de omgeving verbonden met Groningen. Op de route Winsum - Wehe - Ulrum opende Aldert Alderts in augustus 1893 een omnibusdienst in aansluitingen op de treinen van en naar Groningen. Omdat op het traject naar Ulrum een redelijk vervoersstroom was, trok dit geïnteresseerden voor een tramlijn. Op 10 november 1894 deden de firma Reinders & Knol Bruins kassiers en architect P.M.A. Huurman bij de Gedeputeerde Staten een verzoek voor een concessie van een paardentramweg van Winsum naar Leens, grotendeels lopende langs de toenmalige provinciale weg. Op 1 maart 1895 werd de vergunning verleend, op 7 oktober 1897 werd de naamloze vennootschap Tramweg-Maatschappij Winsum - Ulrum opgericht, en op 13 november 1897 vond in Winsum de opening plaats. De omnibus werd dezelfde datum opgeheven. De tram moest op zijn beurt in 1922 plaats maken voor een lokaalspoorweg van Winsum via Eenrum naar Zoutkamp. Op 31 maart 1922 maakte de tram zijn laatste rit, en op 1 april 1922 werd de spoorlijn in gebruik gesteld.
De exploitatie van de Marnelijn verliep dusdanig slecht dat in 1938 het personenvervoer op de spoorlijn werd opgeheven. Het bedrijf Nienhuis & Jager uit Zoutkamp (lijn Zoutkamp - Groningen) ging toen samen met Van Dijk & Flikkema uit Pieterburen (lijn Pieterburen - Groningen) en Van der Veen & Blijham uit Kloosterburen (lijn Hornhuizen - Groningen) tot de NV Marnedienst met als doel het personenvervoer op de Marnelijn als busdienst voort te zetten. Dit geschiedde per 2 oktober 1938. Al in 1939 werd de Marnedienst sterk uitgebreid, doordat de N.V. Verenigde Autobusdienst Ondernemers (VADO) te Uithuizen (lijn Uithuizen - Bedum - Groningen) werd overgenomen. De Marnedienst was nu in grootte de tweede streekvervoeronderneming van de provincie, na de GADO.
In 1948 nam het bedrijf het traject Uithuizen - Roodeschool van de DAM over, deze lijn werd daarbij verlengd naar Oudeschip. In Groningen had de Marnedienst haar eigen busstation, eerst in de Nieuwe Ebbingestraat en vanaf 1953 aan de kop van de Bedumerweg. In later jaren reed een deel van de bussen door via de Grote Markt naar het autobusstation bij het Hoofdstation. In 1954 werden alle aandelen overgenomen door de NS-dochteronderneming GADO te Hoogezand. Die zette de exploitatie in eerste instantie voort onder de naam Marnedienst. Vanaf 1967 werden de lijnen onder de vlag van de GADO zelf geëxploiteerd.
Medio jaren tachtig werd uit bezuinigingsoverwegingen het Integroproject gelanceerd. Het project hield in dat een deel van de bussen uit het Marnegebied niet verder zou gaan rijden dan het treinstation in Winsum waar overgestapt moest worden. Lijn 65 werd hierbij ook getroffen. Ondanks veel protesten werd het plan op 31 mei 1987 ingevoerd.
In het begin van de jaren 90 werd de route van lijn 65 door Groningen veranderd, in plaats van via de Bedumerweg ging lijn 65 via de Hunze en de Oosterhamrikbaan naar het centrum en het autobusstation rijden. Sinds 1994 werd een deel van de spitsritten van lijn 65 omgenummerd naar lijn 165 en deze ritten reden na Mensingeweer over de N361 naar Ulrum, en stopte alleen bij een 3-tal haltes aan de N361. Na Ulrum reed deze bus dezelfde route als lijn 65 naar het eindpunt Marnestaat in Zoutkamp. Deze lijn 165 reed alleen op werkdagen en in de spitsrichting, en reed in schoolvakanties via Eenrum. De frequentie varieerde van 1 tot 2 keer per uur.
In 1967, als de Marnedienst-buslijnen worden overgenomen door GADO, wordt er ook een routewijziging doorgevoerd. Het grootste deel van de dag zal er rechtstreeks van Ulrum naar Zoutkamp worden gereden en rijden nog maar een paar ritten per dag via Niekerk of Vierhuizen. In 1999 wordt GADO op zijn beurt overgenomen door Arriva.
In 2005 veranderde de route van lijn 65 weer, zo ging lijn 65 het grootste deel van de dag niet meer naar het Hoofdstation rijden, maar reed vanaf Kardinge via de Grote Markt naar het Zuiderdiep en vervolgens via het Academisch Ziekenhuis terug. Lijn 165 reed wel door naar het Hoofdstation.
Op 13 december 2009 maakt Arriva plaats voor Qbuzz nadat laatstgenoemde de concessie Groningen-Drenthe heeft gewonnen. Sinds december 2009 reed lijn 65 ook weer altijd via de Grote Markt naar het Hoofdstation. Op 5 januari 2014 veranderde de route wederom, Lijn 65 reed in vervolg niet meer over de Grote Markt, maar via de Zaagmuldersweg, voor het UMCG langs en via het Damsterdiep naar het station toe.
Op 15 december 2014 werd er weer een routewijziging doorgevoerd. Op 22 maart 2014 had het OV-bureau de hoofdlijnen voor de dienstregeling van 2015 opgesteld. Daarin stond dat lijn 65 en 165 worden samengevoegd waarbij tot Leens de route van lijn 65 wordt gereden en daarna via de route van 165 naar Zoutkamp wordt gereden. Hierdoor werd de rijtijd tussen Winsum en Zoutkamp verkort waardoor de aansluitingen in Winsum verruimd konden worden. Er kwam veel protest uit Ulrum tegen dit plan waardoor het OV-bureau heeft besloten om toch door Ulrum te blijven rijden. In plaats daarvoor zal de route door Leens rechtgetrokken worden en de route tussen Ulrum en Zoutkamp versneld worden.

## Dienstuitvoering
In 1938 werd de route Zoutkamp - Ulrum - Leens - Eenrum - Winsum - Groningen gereden als lijn 4, aangevuld met lijn 8. Lijn 4 reed elk uur tot elk anderhalf uur. Lijn 8 reed een keer per dag per richting. Lijn 4 reed via Niekerk en lijn 8 via Vierhuizen. In 1950 werd lijn 4 omgenummerd naar lijn 5 en lijn 8 naar lijn 9. in 1960 was lijn 9 omgenummerd naar lijn 5A. Sinds 1955 wordt de route Zoutkamp - Leens - Winsum - Groningen het grootste deel van de dag een keer per uur bereden, aangevuld met enkele extra ritten in de spits. Op zondag reed men 6 keer per dag. In 1965 is lijn 5 omgenummerd naar lijn 65 en worden de ritten via Vierhuizen ook onder lijn 65 gereden. Nadat de Marnedienstlijnen door GADO zijn overgenomen wordt de dienstregeling voor Niekerk en Vierhuizen uitgedund, beide plaatsen worden nog maar een paar keer per dag aangedaan, het grootste deel van de dag wordt van Ulrum rechtstreeks naar Zoutkamp gereden. In 1994 komt Niekerk niet meer voor in de dienstregeling en het duurt nog tot 2000 voordat ook Vierhuizen helemaal uit de dienstregeling is verdwenen. 
Tussen 2000 en 2005 werd de dienstregeling op het traject tussen Winsum en Groningen flink versoberd. Bijna alle ritten reden 's avonds niet verder dan station Winsum, tussen Winsum en Kardinge kwam een lijntaxi te rijden. Lijn 65 rijdt sinds december 2009 's avonds eens in de twee uur weer door naar Groningen, maar dan wel tot Kardinge waar aansluiting was op lijn 6 richting het Centrum en het station. Sinds 2011 rijden 's avonds alle ritten tot Groningen Kardinge, en de laatste ook door naar het centrum en het station. Sinds 2013 rijden alle ritten op de laatste twee na weer door naar het Hoofdstation en per 14 december 2014 rijden alle ritten op alle dagen weer door van en naar het hoofdstation.

## Trivia
- Sinds april 2014 heeft lijn 65 een Twitteraccount.[2]

## Galerij

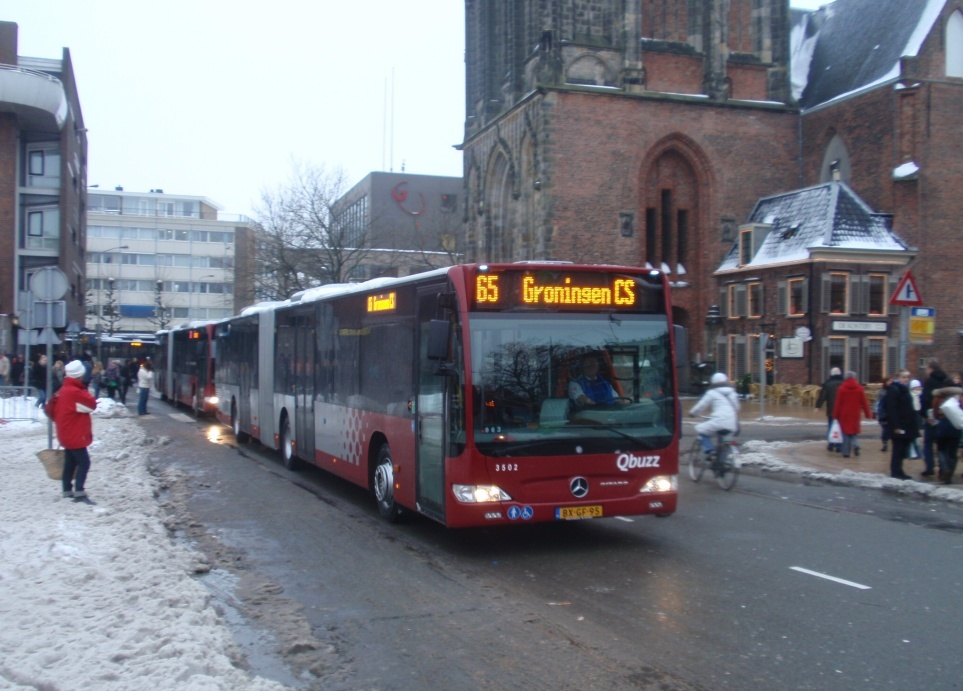
Lijn 65 op de Grote Markt
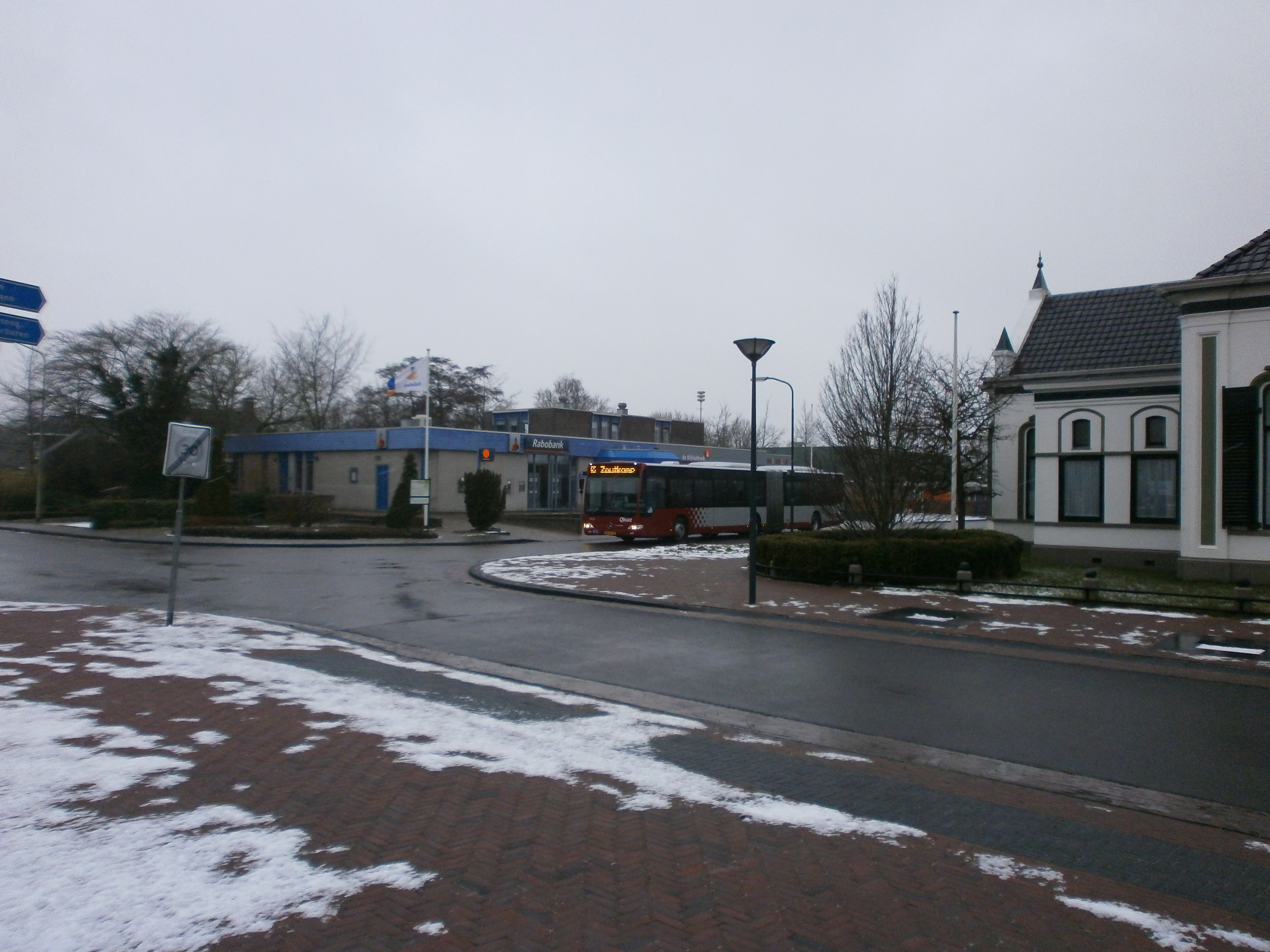
Lijn 65 richting Zoutkamp in Leens